# Simjat Beit HaShoeiva
Simjat Beit HaShoeivah (en hebreo: שמחת בית השואבה) era una ceremonia religiosa y festiva judía que tenía lugar en los tiempos cuando el sagrado Templo de Jerusalén aun se encontraba en pie, un servicio religioso era realizado cada mañana durante la festividad de Sucot: el Nisuch Ha-Hayim (el vertido del agua). 
Según el sagrado Talmud, Sucot es la época del año en la cual Dios juzga al Mundo por la lluvia; por lo tanto esta ceremonia, como las cuatro especies, invoca la bendición de Dios para la lluvia en su debido tiempo. El agua para la ceremonia de libación era traída desde la piscina de Siloam (en hebreo: Breikhat HaShiloah) situada en la ciudad de David y era llevada por la ruta de los peregrinos hasta el Templo de Jerusalén. La alegría que acompañaba a esta celebración era palpable. Decían los sabios Tanaim que quien no había visto la celebración de Simjat Beit HaShoeivah no había visto alegría en su vida. (Mishná tratado Sucá 51a).
Después, todas las noches en el patio exterior del Templo, decenas de miles de espectadores se reunían para ver el Simjat Beit HaShoeivah, mientras los miembros más piadosos de la comunidad bailaban y cantaban canciones de alabanza a Dios. Los bailarines llevaban antorchas encendidas, y estaban acompañados por las arpas, las liras, los platillos y las trompetas de los levitas. A lo largo de Sucot, la ciudad de Jerusalén estaba llena de familias judías que asistían a la peregrinación festiva y se unían para festejar y estudiar la santa Torá. Para esta ocasión se erigió una partición llamada mejitza que separaba a hombres y mujeres.
Hoy en día, este evento se recuerda a través de una reunión con música, baile y refrescos llamada Simjat Beit HaShoeivah. Este evento tiene lugar en un lugar como una sinagoga, una yeshivá o un lugar de estudio. Se sirven refrescos en una Sucá contigua. Las bandas en vivo a menudo acompañan a los bailarines. Las festividades generalmente comienzan por la tarde y pueden durar hasta bien entrada la noche.